# Veled, Uram!
A Veled, Uram! egy 2000-ben bemutatott magyar rockopera, melynek zeneszerzője Szörényi Levente, dalszövegírója Bródy János. Ősbemutatója az esztergomi bazilika előtt található Szent István téren történt, a Magyar Millennium országos ünnepségsorozatának keretén belül 2000. augusztus 19-én és 20-án.
A rockopera, a már korábban megszületett István, a királlyal, illetve az Attila – Isten kardja után egy trilógia részévé vált. Bő egy évtizeddel később az alkotók Kerényi Miklós Gábor felkérésére némileg átdolgozták a művet. Az új változat első bemutatása a Thália Színház színpadán volt 2012. tavaszán, a Budapesti Operettszínház és a Thália Színház koprodukciójaként.

## Cselekmény
A mű I. (Szent) István uralkodásának utolsó éveiről, az utódlást előkészíteni igyekvő öreg király drámájáról szól.

### I. rész
István király uralkodásának harmadik évtizedére már szilárdan áll az új európai keresztény államrend Magyarországon, de a lelkek mélyén még nincs béke és egyetértés. Az ősi hagyományokat őrző táltosok áldozatot mutatnak be Koppány emlékére Szent Márton hegyének (Pannonhalma) várfalai alatt. Vászolyban bizakodva tiltakoznak a keresztény hittel együtt érkezett idegen papok és lovagok hatalma ellen. István rokona, a velencei Orseolo Péter, aki a királyi testőrség parancsnoka, német zsoldosainak élén szétveri a gyülekezetet. Imre herceg elborzadva nézi a történteket, Gellért püspök, Imre nevelője, Isten szándékait kutatja, és lelki szemei előtt felrémlik a jövő. István a királyi palota kápolnájában Isten segítségét kéri, hogy legyen ereje befejezni művét. Gizella érkezik szerzetesek és apácák kíséretében. Gellért püspök átadja Imre herceget világi küldetésének, és meghallgatják a királyi szülők intelmeit. Gellért visszavonulása előtt még megáldja Imre és Krisztina jegyességét.
Imre és Krisztina boldogan ölelik egymást, mikor Péter érkezik, és gúnyolni kezdi Imrét, nem titkolva, hogy Krisztinát szeretné tőle elhódítani. A feszültséget Aba Sámuel, a nádor oldja fel. A királyi meghallgatáson a pápai követ több adót, a bizánci követ újabb szövetséget kér, a német követ pedig haddal fenyegetőzik. Imre herceg felháborodva közbeszól, de István óvatosságra inti. István már fáradt az örökös torzsalkodástól és a döntési kényszertől. Úgy gondolja, nemsokára átadja Imrének a trónt. Gizella is várja fia megkoronázását. Péter, aki a királyné bizalmát élvezi, megesküszik, hogy Gizella érdekében híven fogja szolgálni Imrét. Nyitra várában, a házi őrizetben élő Vászoly sóvárogva kémleli a messzeséget és az elmúlt időkön mereng. András, Béla és Levente, Vászoly gyermekei egymással viaskodnak, míg Ilon, az édesanyjuk el nem csendesíti őket a régi időkről szóló énekével. Ilon szerint Vászolyt illetné a trón, és ezzel a fiúk is egyetértenek. A németek elleni győztes csatából hazafelé Imre herceg elkalandozik a vadászaton. A Holtak Völgyébe téved, ahol különös hangokat hall és megérzi a Mindenható közelségét. Az erdőben bujdosó óhitűek elfogják Imrét, és István elleni haragjukban keresztre akarják feszíteni. Zobor, a Márton hegyénél megmenekült táltos az utolsó pillanatban érkezik, felszólítására Imrét elengedik, de tűzpróbának vetik alá. A herceg sértetlen marad, és ezzel új reményt ad a bujdosóknak is.

### II. rész
Krisztina szelíd reménnyel várja Imre visszatértét a csatából. A Konrád felett aratott győzelmet ünnepli az ország. István arra készül, hogy átadja fiának a koronát. Péter hozza a tragikus hírt, hogy Imre halott. A királyi udvarra gyász borul. Krisztina siratja kedvesét, akit meg sem ismerhetett igazán. Péter már a trónra gondolva tesz ajánlatot a lánynak, de Krisztina visszautasítja. Péter lelkét eltölti a hatalomvágy. A trón felé vezető úton már csak Vászoly az ellenfele. Megpróbálja elnyerni a nádor támogatását is. Orseolo Péter ebben a pogány világban egyedül magát tartja alkalmasnak István után a királyi trónra. Imre herceg halálát Zobor elbeszélése szerint Péter okozta. Aba Sámuel gyanakodva hallgatja a táltost. István még nem határozta el, kit nevez meg utódjaként, de Vászolyt és családját magához rendeli Nyitra várából. Aba szeretné elkerülni a viszálykodást. A zsoldosok már Pétert ünneplik. István nehéz döntés előtt áll. István az elébe járuló Vászoly szándékait kutatja. Szeretné, ha folytatná művét, de Vászoly csak feltételekkel vállalná az uralkodást. Gizella és Ilon ki nem állhatják egymást, a két asszonyból kitör a gyűlölködés. István rendre utasítja őket. A merénylőnek hitt Zobor táltost elfogják, és mielőtt elmondhatná Imre herceg halálának titkát a királyi pár előtt, Péter leszúrja. István kezéből kicsúszik az irányítás, a nádor kimenekíti Vászoly fiait, a bujdosók a kapuk előtt Vászolyt éltetik. Péter azonnali ítélettel megvakíttatja Vászolyt. Ilon, akivel végignézetik, a bűnösre iszonyú átkot szór.A súlyos beteg István király számot vet lelkiismeretével. A lázas önkívületi állapotba kerülő István előtt megjelenik Vászoly, Zobor és Imre szelleme. Gellért püspök feladja az utolsó kenetet, és István király Mária oltalmába ajánlja az országot.

## Közreműködők

### Szereplők

#### A 2000-es ősbemutató szereposztása[1]
- István, Magyarország királya: Homonyik Sándor
- Gizella királyné, István felesége: Kováts Kriszta
- Imre herceg, István és Gizella fia: Tóth Sándor
- Krisztina, Imre herceg menyasszonya: Auksz Éva
- Gellért püspök, Imre nevelője: Gerdesits Ferenc
- Aba Sámuel nádor, a király sógora: Mihályi Győző
- Orseolo Péter, a király unokaöccse, a testőrség parancsnoka: Kaszás Attila
- Vászoly a király unokaöccse, Koppány szellemi örököse: Gazdag Tibor
- Ilon, Vászoly felesége: Pápai Erika
- Vászoly fiai (András, Béla, Levente): Rózsa Tamás, Éder Márton, Szabó Márton
- Őrparancsnok a nyitrai várban: Botár Endre
- Zobor táltos: Jegercsik Csaba
- II. táltos: Presits Tamás
- III. táltos: Sándor Dávid
- Bujdosók: Rancsó Dezső, Botár Dávid, Sándor Dávid
- Mágus: Baranyai Péter
- Pápai legátus: Rancsó Dezső
- Német követ: Csurka László
- Bizánci követ: Izsóf Vilmos

#### A 2012-es változat szereposztása
A darabot két szereposztással adták elő.
- István király: Sasvári Sándor/Földes Tamás
- Gizella királyné: Füredi Nikolett/Geszthy Veronika
- Imre herceg: Kádár Szabolcs/Barkóczy Sándor
- Krisztina: Vágó Bernadett/Fekete-Kovács Vera
- Gellért püspök: Magócs Ottó/Mati György
- Aba Sámuel: Németh Attila/Szentmártoni Norman
- Orseolo Péter: Mészáros Árpád Zsolt/Homonnay Zsolt
- Vászoly: Feke Pál/Szerényi László
- Ilon: Janza Kata/Nádasi Veronika
- Vászoly fiai (András, Béla, Levente): Monoki Marcell, Torvund Alexander, Monoki Milán, Venczli Alex, Bárány Richárd, Csősz Bálint, Kovács Attila, Szente Szabolcs
- Zobor táltos:  Pirgel Dávid/Angler Balázs
- Táltosok: Szentmártoni Norman, Pálfalvy Attila
- Mágus: Baranyai Péter
- Pápai legátus: Ambruzs Ádám
- Német követ: Pálfalvy Attila
- Bizánci követ: Izsóf Vilmos
- Közreműködik: a Budapesti Operettszínház Musical Együttese, Balettkara, Zenekara, valamint a Pesti Broadway Stúdió növendékei

### Alkotók

#### A 2012-es változat alkotói
- Zeneszerző: Szörényi Levente
- Szövegíró: Bródy János
- Rendező: Somogyi Szilárd
- Díszlet: Rózsa István
- Jelmez: Velich Rita
- Koreográfus: Bodor Johanna
- Karigazgató: Drucker Péter
- Zenei vezető: Balassa Krisztián
- Tánc: Illés Zoltán